# Constant Nieuwenhuys
Constant Anton Nieuwenhuys, född 21 juli 1920, död 1 augusti 2005, var en nederländsk målare född i Amsterdam. Han var bland annat känd för sitt projekt New Babylon, som var en utopisk vision av hur en framtida stad skulle kunna se ut. Constant samarbetade i perioder med Asger Jorn, bland annat med konstnärsgruppen CoBrA.